# Neonato

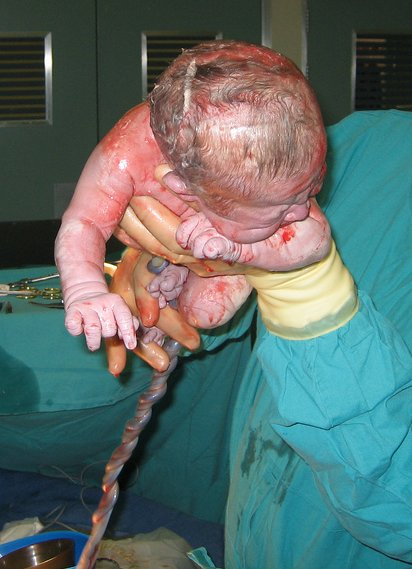
Un neonato al momento de nacer

El neonato (del latín neonatus) o recién nacido es aquel bebé que se encuentra en sus primeras semanas de vida, pudiéndose concretar en los 28 días, o menos, siguientes a su nacimiento, bien sea por parto o por cesárea. La definición de este período es importante porque representa una etapa muy corta de la vida; sin embargo, en ella suceden cambios muy lentos que pueden derivar en consecuencias importantes para el resto de la vida del recién nacido. El concepto se ajusta tanto a los nacidos prematuramente, como a término y a postérmino.
Durante los primeros 40 días de vida, se pueden descubrir la mayoría de los defectos congénitos y genéticos. No todas las anomalías genéticas se manifiestan por su clínica en el momento del nacimiento, pero con el manejo adecuado, se pueden descubrir, prevenir y tratar gran parte de las enfermedades del nuevo ser humano.
El recién nacido puede presentar aspectos muy diferentes atendiendo a numerosos factores propios, de su madre o del periodo gestacional. Por otra parte, existen numerosos fenómenos transicionales, derivados de la adaptación del neonato al nuevo entorno en el que se desenvuelve. Este hecho conlleva una serie de cambios, la mayoría predecibles, que establecen la norma del desarrollo y crecimiento infantil.

## Valoración del neonato
Tras el nacimiento, se llevan a cabo una serie de pruebas cuya función es determinar el estado de salud del recién nacido, diferenciando variantes de normalidad y fenómenos temporales de signos clínicos de enfermedad, y realizar un cribado para detectar, tratar y seguir neonatos de riesgo.
Debemos tener en cuenta que un neonato tiene características funcionales diferentes (temperatura, presión arterial, frecuencia cardíaca y frecuencia respiratoria).

### En el posparto inmediato

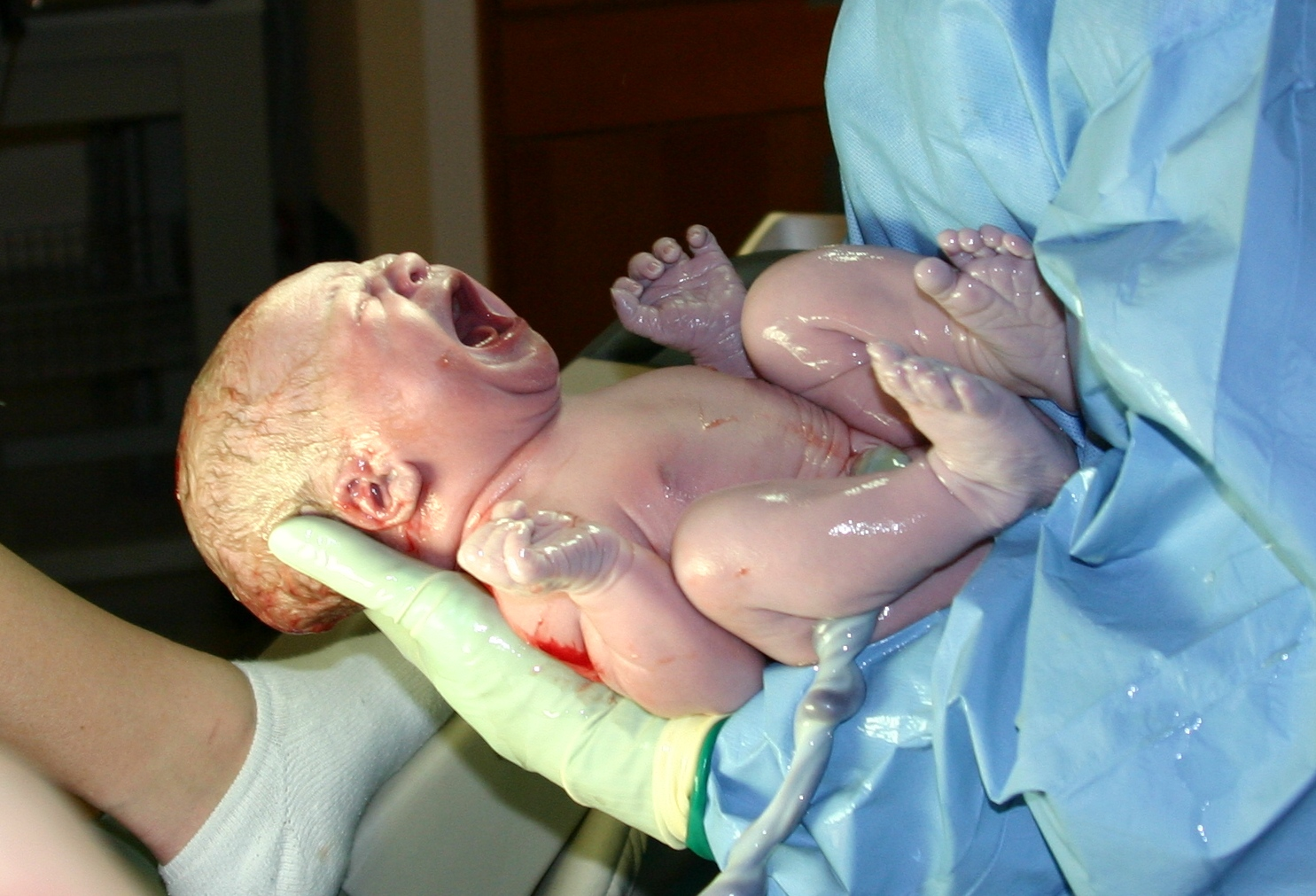
Recién nacido a término, nótese la coloración azulada de las manos y pies, reduciendo su puntuación de Apgar por un punto.

Se pretende valorar la correcta adaptación del recién nacido a su nuevo entorno. Para ello se realizan las siguientes acciones:
- Es el momento adecuado para observar malformaciones mayores.
- Test de Apgar:[4] mediante sencillos parámetros cardiovasculares y neurológicos puntúa de 0 a 10 el estado del neonato.[5] Se considera un neonato sano al que puntúa por encima de 8, aunque una puntuación de 10 no es muy frecuente.[6] Es habitual realizar esta prueba al minuto, a los tres minutos y a los cinco minutos.
  - La puntuación de Apgar es aplicable a neonatos nacidos por cesárea, parto vaginal con y sin anestesia epidural.[7]
- Valoración de la edad gestacional: trata de comprobar si se ajusta a la proporcionada por el obstetra basándose en la fecha de última regla y las ecografías gestacionales.[8] Para ello, se utilizan habitualmente dos herramientas:
  - Test de Usher: es un examen que valora los pliegues plantares, el pabellón auricular, el pelo, el nódulo mamario y los genitales.[9] Mediante el uso de puntuaciones, establece tres grupos de neonatos: aquellos nacidos con menos de 36 semanas de gestación; de 36 a 38 semanas; y más de 38 semanas de gestación.[5]
  - Test de Ballard:[10] es un examen completo que evalúa numerosos parámetros de la madurez física y neuromuscular. La puntuación aumenta de 5 en 5 decenas desde 10 hasta 50, con equivalencias de edad gestacional de 20 a 44 semanas en grupos de dos.

#### Historia neonatal
Una anamnesis exhaustiva debe tratar de conseguir todos los datos posibles de la salud de la madre, siendo de especial importancia aquellos que indiquen algún tipo de riesgo de sepsis o asfixia para el niño. Estos interrogatorios deben comenzar antes del nacimiento y la evaluación del recién nacido en la misma sala paritoria, agrupándose de la siguiente forma:
- Antecedentes familiares: aquellos datos de miembros de la familia que puedan ser de interés en predecir el riesgo materno. Por ejemplo, antecedentes de enfermedades hereditarias, consanguinidad, embarazos múltiples, muertes fetales, etc. Otros datos de interés serían el estado de salud de los hermanos, o la etnia y situación social de la familia.[12]
- Historia materna: entre los datos de interés sobre la madre, cabe destacar su edad y sus propios antecedentes personales; si ha tenido otros embarazos, partos, abortos, partos prematuros; cuál es su grupo sanguíneo e historia de problemas de sensibilización inmunológica; así como otros datos como enfermedades de transmisión sexual, adicciones, problemas sociales de alto riesgo, etc.[13]
  - Se considera un embarazo a término si el parto ocurre entre 38 y 42 semanas de edad gestacional. Antes de las 38 semanas, se considera un parto prematuro y después de las 42 semanas se considera que es un parto post-término.
- Según el peso:[13] Bajo peso, peso normal, sobrepeso, y mucho peso, considerándose como peso normal los que estén entre el percentil 10 y 90 de su grupo de edad gestacional.[14]
  - Varones: 3250-3500 g
  - Niñas: 3000-3250 g aproximadamente

En los primeros días es normal que el recién nacido pierda peso, ya que se va deshidratando al pasar de un medio líquido a uno gaseoso. Dicha pérdida de peso es más acusada en el 2.º al 3.er día, pero recupera el peso sobre el 10.º día. También pierde peso tras sus primeras heces (meconio) y tras las primeras micciones. Las madres diabéticas tienen un mayor riesgo de tener un recién nacido con macrosomía.
- Embarazo actual: siendo estos datos especialmente importantes, por la posibilidad de que afecten directamente al estado de salud del recién nacido.
  - Edad gestacional, ya sea calculada a partir de la fecha de última regla (FUR) o por las ecografías prenatales.[8]
  - Primeros movimientos fetales, que suelen percibirse de media a las 16-18 semanas de gestación.
  - Serología TORCH: resultado de anticuerpos frente a toxoplasma, rubeola, citomegalovirus, sífilis y herpes (aunque recientemente, según el país, se añaden otras serologías, como las de diagnóstico de treponema, coxsackie, listeria, parvovirus, clamidia, hepatitis B, VIH, virus de Epstein-Barr o virus varicela-zóster, entre otros).
  - Resultado del test de tolerancia oral a la glucosa, para saber si la madre tuvo diabetes mellitus gestacional.
  - Resultado de las pruebas de grupo sanguíneo y la prueba de Coombs indirecta, y si hubo necesidad de realizar profilaxis anti-D (anticuerpos contra el Factor Rh).
  - Otras enfermedades o infecciones materno-fetales.
  - Consumo de sustancias tóxicas.
- Parto y periparto: también son de importancia vital los factores que rodearon el proceso del nacimiento, por sus efectos directos sobre el neonato.
  - Presentación del feto: cefálica (de cabeza), podálica (por los pies), transversa o de nalgas.
  - Inicio y duración del parto, así como si este ha sido vaginal, instrumental (con fórceps o ventosa) o por cesárea.
  - Factores que indiquen riesgo de infección, como fiebre o necesidad de oxigenoterapia maternas; amniorrexis u otros problemas con el líquido amniótico; si se llevó a cabo antibioterapia para evitar el contagio de estreptococos del grupo B durante el parto.
  - Necesidad de tratamiento con corticoides.
  - Factores que indiquen hipoxia fetal, como anomalías detectadas en la monitorización, alteraciones de la frecuencia cardíaca fetal o disminución del pH fetal a valores demasiado ácidos (por debajo de 7.25).
  - Resultados de la valoración hecha al nacer.
  - Estado de la placenta y el cordón umbilical.

#### Antropometría
El nacer es el momento adecuado para pesar, tallar y medir al bebé (incluyendo el perímetro cefálico), y estudiar los datos ajustados en percentiles y por edad gestacional. La clasificación más utilizada es la internacional adaptada, las llamadas curvas de Lubchenco (o curvas de Battaglia y Lubchenco).
Las tallas de los bebés:
- en el varón: 50 a 54 cm
- en la niña: 47 a 54 cm

#### Exploración física
- Prueba de Silverman y Anderson

En esta prueba se evalúa de manera rápida la función respiratoria del neonato, dándole una puntuación que, contrario al acostumbrado sistema de Apgar, la puntuación baja es la del mejor pronóstico:
1. Recién nacido con 0 puntos, sin asfixia.
2. Recién nacido con 1 a 3 puntos, con asfixia leve.
3. Recién nacido con 4 a 6 puntos, con asfixia moderada.
4. Recién nacido con 7 a 10 puntos, con asfixia grave.

### A las 48 horas
Conviene revaluar al neonato a las 48 h, antes de darle el alta. Todas las anotaciones realizadas serán útiles para la evaluación que realiza el pediatra tras el alta.

## Cuidados habituales del neonato

### Medidas generales
- Se deben conocer las características normales del recién nacido para valorar eficazmente su estado. Se deben registrar con exactitud las observaciones sobre el comportamiento y su estado fisiológico.
- Correcta identificación del niño, para evitar confusiones. Por ejemplo mediante pulseras de radiofrecuencia.
- Control apropiado del cordón umbilical. Al nacimiento, el cordón umbilical debe prensarse con instrumento esterilizado a no menos de 10 cm del bebé. Se realiza un corte entre las prensas y se liga. El cordón se cae entre los 7 y los 10 días de vida del neonato. Deben tenerse cuidados meticulosos del mismo para evitar infecciones; no obstante, es importante recordar que el uso de soluciones yodadas está contraindicado, porque conllevan riesgo de hipotiroidismo yatrogénico.
- Ambiente térmico neutro.
- Lo primordial que se tiene que hacer al nacer el bebé es: la aspiración de flemas, primero se aspira la faringe y luego la nariz, esto al salir la cabeza; después se completa la aspiración cuando el recién nacido está completamente afuera y esto a su vez sirve de estímulo induciéndolo al llanto, con el objetivo de mantener libre de secreciones las vías aéreas para mantener una adecuada ventilación pulmonar y con esto una buena oxigenación, lo que proporcionará al neonato un mejor desarrollo.

### Profilaxis de enfermedades prevalentes
- Oftalmia neonatal: las infecciones oculares del neonato pueden ocurrir a diferentes niveles (conjuntivitis, iritis, iridociclitis, uveítis, etc.). La principal etiología es el contagio durante el desembarazo por gérmenes como Neisseria gonorrhoeae o Chlamydia trachomatis, desde el aparato reproductor de la madre. El tratamiento precoz consiste en administrar antibioterapia en la primera hora ulterior al parto, en concreto eritromicina al 0,5 %. Otras opciones son el nitrato de plata al 1 % (más eficaz, pero con mayor riesgo de producir conjuntivitis química), tetraciclina al 1 % o povidona yodada ocular.
- Enfermedad hemorrágica del recién nacido: ocurre por déficit de factores de coagulación vitamina K dependientes. El tratamiento consiste en la administración de vitamina K intramuscular (dado que vía oral no previene la enfermedad tardía).
- Piodermitis: la infección bacteriana generalizada de la piel se previene con clorhexidina tópica.
- Síndrome de muerte súbita del lactante: dado que aún no se conoce bien la patogénesis de la enfermedad, las medidas para evitarla se extraen de los estudios epidemiológicos realizados. El más importante es hacer que el bebé duerma siempre en decúbito supino (boca arriba). Otros factores son evitar el tabaquismo materno, las almohadas y cojines y ropa de lana, y el sobrecalentamiento del bebé.
- Inmunizaciones: un 25 % de más de 12 000 000 (doce millones) de muertes infantiles ocurren en la primera semana de vida. La mayoría de las enfermedades causantes de esas muertes son prevenibles con vacunas, en especial las sugeridas por el Programa Ampliado de Inmunizaciones.[19] La BCG y la vacuna contra la hepatitis B son dos vacunas disponibles mundialmente para bebés en las primeras 24 horas del nacimiento.

Cada año, dos millones de recién nacidos fallecen en su primer día de vida. Se cree que la mayoría de estas muertes podrían evitarse si se amplía significativamente la cobertura sanitaria de madres y recién nacidos. Hasta ahora, la evidencia sobre el impacto generado por el acceso a los servicios sanitarios ha provenido de estudios con pequeñas muestras realizadas principalmente en Asia, África subsahariana y Latinoamérica. Estas revisiones muestran que los programas comunitarios de intervención en salud son responsables de una reducción global del 27 % en muertes de neonatos, y no muestran impacto significativo alguno en la reducción de la mortalidad materna. Se requieren, sin embargo, investigaciones adicionales a gran escala, que consideren factores contextuales y evaluaciones de impacto, que posteriormente ayuden a promover y ampliar este tipo de intervenciones.
En Argentina, la Ley 26.279 establece el control médico obligatorio de todo recién nacido para detectar enfermedades y dispone que la obra social debe cubrir el diagnóstico, el tratamiento, las fórmulas, suplementos dietarios o alimentos y el equipamiento completo y kit de tratamiento para las enfermedades del recién nacido, que serán brindados en los establecimientos públicos y privados que atienden partos o a recién nacidos.

### Diagnóstico precoz de enfermedades

#### Prueba del talón
La prueba del talón o tamiz consiste en pinchar un talón del neonato para extraer unas gotas de sangre para su posterior análisis. Esta prueba se realiza entre los 5 y 7 días. Sirve para la detección precoz de varias enfermedades:
- El hipotiroidismo (que es detectable a partir de las 48 horas).
- La fenilcetonuria, que se puede detectar entre 3 a 7 días tras el inicio de la alimentación.
- La fibrosis quística, mediante tripsina inmunorreactiva.
- La hiperplasia suprarrenal congénita.

#### Otoemisiones acústicas
El estudio de la audición del neonato permite diagnosticar la hipoacusia neonatal y tratar sorderas precoces. Se realiza pasadas 24 o 48 horas tras el parto, cuando se ha eliminado el líquido del conducto auditivo externo. Conviene repetirlo al mes.
También llamado Tamiz auditivo neonatal es un estudio rápido y seguro para comprobar la audición normal en los recién nacidos.
Un bebe actúa como oyente hasta los 18 meses de edad y los padres sospechan de sordera hasta los 3 años, tiempo en el que ya paso la etapa más importante para su detección y rehabilitación auditiva.

##### Realización
Los recién nacidos se someten a una de dos pruebas que miden su respuesta a los sonidos. Ambas pruebas duran de 5 a 10 minutos, son indoloras y pueden realizarse mientras el bebé esté durmiendo y pueden ser utilizadas por separado o juntas.
1. En la prueba de emisiones otoacústicas (EOA), se coloca un pequeño micrófono en el oído del bebé. El micrófono, conectado a una computadora, envía una serie de sonidos o tonos cortos y secos al oído y registra la respuesta del oído interno. De acuerdo con el gráfico que se forma, el médico especialista se da cuenta de si escucha bien o hay hipoacusia. Los resultados se obtienen en 5 minutos.
2. En la prueba de respuesta evocada del tallo cerebral (PEATC), se envía una serie de sonidos cortos y secos a través de pequeños audífonos. Los sensores colocados sobre la cabeza y conectados a una computadora miden la actividad de las ondas cerebrales en respuesta al sonido. Es necesario aplicar la prueba en pacientes con ciertos factores de riesgo, como lo son:

- Antecedentes de sordera infantil en la familia
- Meningitis bacteriana
- Depresión Respiratoria severa al nacer
- Ventilación artificial por más de 10 días
- Medicación recibida al nacer que pueda tener efectos adversos sobre el oído
- Resultados APGAR 0-4 al minuto y 0-6 a los 5 minutos
- Infección congénita que puede asociarse con sordera como citomegalovirus, rubéola, toxoplasmosis, sífilis, herpes
- Bajo peso al nacer, menor de 1500 gramos
- Enfermedades genéticas

##### Fase
El resultado de las emisiones se reporta de la siguiente manera:
- Pasa (audición normal)
- Referir (posible trastorno en la audición)

El resultado Referir puede ser provocado por varios factores, desde una mala técnica en la elaboración del estudio, como presencia de líquido en el oído. Por tal motivo, el tener un primer resultado de «Referir», no quiere decir que el bebé tenga trastornos en su audición y se sugiere realizar un nuevo examen de Emisiones Otoacústicas al mes. Si el resultado de este nuevo examen de emisiones vuelve a dar como resultado «Referir», quiere decir que, efectivamente, existe una lesión en el oído interno y será necesario entonces realizar el examen de Potenciales Auditivos Evocados del Tallo Cerebral para determinar si existe daño en el nervio auditivo.

##### Prevención
La detección de la sordera permite una rápida acción médica previniendo diversos tipos de sordera y previene la sordomudez.

### Hidratación y nutrición

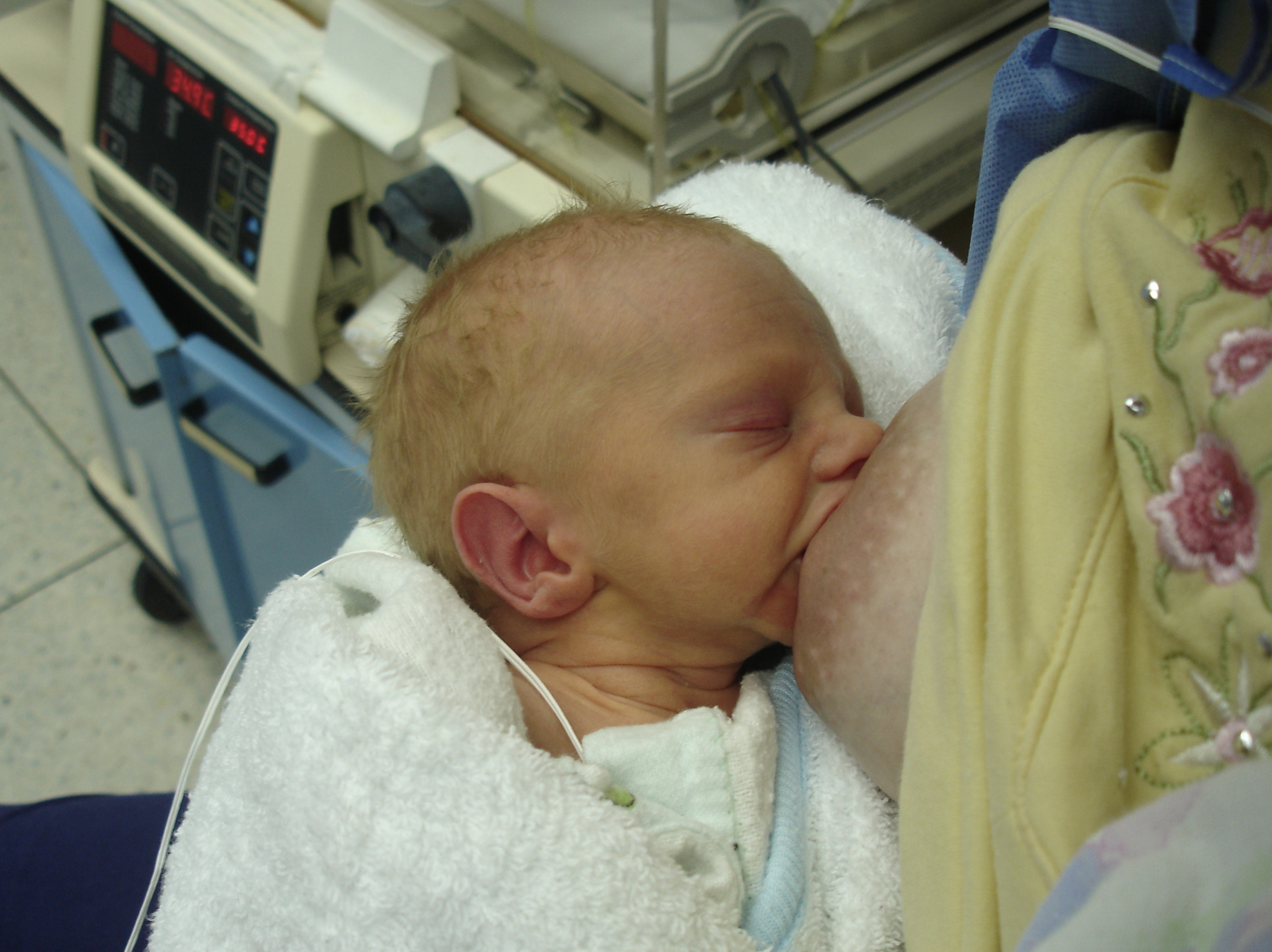
Bebé de 3 días de nacido, lactando
(edad gestacional: prematuro moderado).

Las necesidades energéticas del neonato son de unas 60 kilocalorías por kilogramo al día para mantener el peso, y de 100 a 200 para una ganancia ponderal. El inicio de la lactancia materna ha de ser lo más precoz posible, preferiblemente durante las primeras 12 horas de vida. No obstante, además de las precauciones debidas si existen antecedentes de asfixia, conviene esperar un tiempo siempre que se cumplan los siguientes criterios:
- Exploración abdominal normal
- Expulsión del meconio en las primeras 24 horas
- Estabilidad hemodinámica
- Ausencia de signos del síndrome de dificultad respiratoria neonatal
- Ausencia de catéteres umbilicales

Además, se recomienda la leche materna como primera opción, en el inicio de la alimentación del neonato.

### Manipulación
El recién nacido es un individuo extremadamente dependiente, que debe ser manipulado con atención y cuidado. Los profesionales sanitarios calificados, como los especialistas de enfermería, pueden ayudar a instruir con detalle a los padres y familiares, en especial aquellos que son padres adoptivos, primeros padres, etc.
- El neonato no debe ser sacudido, ni en juego, en forma cariñosa o por furia. El bebé debe ser cargado con ambas manos asegurando que su cabeza y cuello estén bien sujetados.[22]

## Identificación del recién nacido
La identificación del recién nacido, que se realiza en el establecimiento asistencial donde se hace el parto, tiene como objetivos asegurar su derecho a la identidad, reducir la posibilidad de su sustracción o robo, evitar la entrega de neonatos a familias equivocadas y garantizar que el bebé es de la madre correspondiente y se efectúa una vez producido el nacimiento y antes de cortar el cordón umbilical. También se debe identificar a la madre, durante el trabajo de parto, para asegurar que ese bebe corresponde a esa mamá.
El trámite de identificación se hace con una ficha única, numerada por el Registro Nacional de las Personas, que contiene entre otros, los siguientes datos:
- De la madre: nombre, apellidos, DNI y la huella digital de los pulgares de sus manos.
- Del recién nacido: nombre con el que se lo inscribirá, sexo, las huellas de la palma de la mano y de la planta del pie derecho.
- Del médico que asistió el desembarazo: nombre, apellidos y firma.
- Del establecimiento asistencial: nombre y domicilio.
- Fecha, hora, lugar del nacimiento.
- Las huellas que se vuelven a tomar al salir del establecimiento asistencial.

Luego, el establecimiento asistencial entrega 2 ejemplares de la ficha identificatoria del recién nacido a la madre o a quien lo retire, una de esas copias la guarda la familia y la otra la tienen que entregar al Registro Nacional de las Personas para hacer el DNI del recién nacido.

## Desarrollo normal del neonato

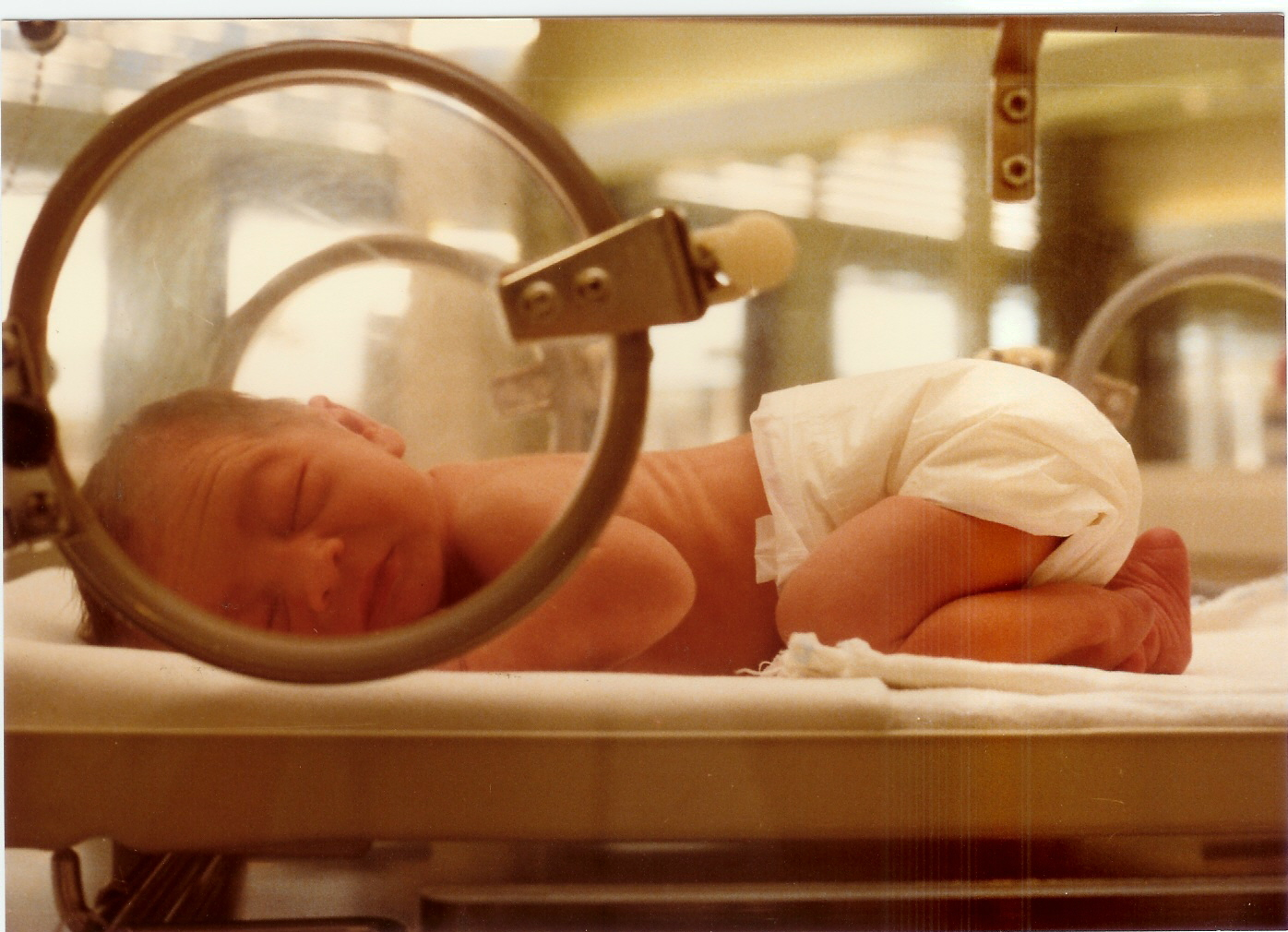
Recién nacido.

### Parámetros físicos de un neonato al nacimiento
En la longitud del recién nacido influyen factores genéticos y las condiciones de gestación. A diferencia del peso, no suele haber pérdida fisiológica de talla. El perímetro cefálico o craneal muestra indirectamente en qué condiciones está el cerebro (macro o microcefalia). Por lo general, el tórax tiene 1 cm menos que el perímetro craneal.
Para varones:
- El peso común está entre 2,6 y 4,15 kg
- La talla, entre 47 y 55 cm
- El perímetro craneal, entre 32,6 y 37,2 cm

Para niñas:
- El peso común está entre 2,3 y 3,8 kg
- La talla, entre 45 y 55 cm
- El perímetro craneal, entre 32,1 y 35,9 cm

El perímetro torácico oscila entre 31 y 35 cm.

### Pérdida de peso fisiológica
Los neonatos pierden peso después del alumbramiento, en los primeros días, esto es normal y se debe a factores fisiológicos como son la expulsión del meconio (hasta 90 g), la caída del cordón umbilical y la eliminación del vérnix caseoso. La pérdida puede llegar hasta un 10 % del peso del neonato.

### Comunicación
La primordial forma de comunicación que posee un bebé es el llanto. Los motivos del llanto se dan según su grado de frecuencia. Mediante el llanto el bebé expresa su deseo de alimentarse, de no estar solo, de incomodidad térmica (frío o calor) y de incomodidad por motivo de la orina o las heces además por algún malestar debido a una enfermedad.

### Desarrollo motor y reflejos
Las extremidades de un neonato están descoordinadas, su movimiento es torpe y de ambos lados del cuerpo a la vez, los movimientos son toscos, espontáneos, reflejos (ej. reflejo de Moro, reflejo de Babinski, etc), el neonato responde a estímulos externos mediante temblores y contracciones musculares además de movimientos involuntarios. Sus extremidades se encuentran flexionadas hacia arriba, los puños cerrados a la altura de la cabeza. El pulgar por lo común permanece doblado bajo los demás dedos. Si se le toca una palma de una mano cierra ambas manos, siendo este reflejo básico para medir el desarrollo psicomotriz del bebé.
También es útil saber que el bebé debe manifestar los siguientes reflejos:
- Orientación o búsqueda
- Succión
- Tónico cervical o del cuello
- Prensión
- Babinski y de andar

#### Reflejos del recién nacido
- Reflejo perioral o de búsqueda: se manifiesta cuando se acerca la mano o un objeto a la mejilla del niño, quien busca con la mirada a los lados del referido elemento.
- Reflejo de moro o de sobresalto: se activa con un sonido fuerte. Al escucharlo, el recién nacido abre los brazos, estira las manos y tensa el cuerpo. Luego, se encoge de nuevo.
- Reflejo de succión: si se coloca un dedo en la boca del niño, lo succionará como si fuera el pezón.
- Reflejo de presión o de agarre: cuando se le toca la palma de la mano al niño con un dedo, cierra la mano y sujeta el dedo sin dejarlo ir.
- Reflejo de la marcha: si se le sostiene con los pies apoyados sobre una superficie plana, el bebé mueve los pies e intenta dar pasos hacia adelante, como si estuviera caminando.
- Reflejo plantar o de Babinski: cuando al niño se le toca el borde externo de la planta del pie no encoge los dedos, sino que los estiran en forma de abanico.

### Piel y anejos del recién nacido
La piel y los anejos cutáneos del recién nacido son un común factor de predicción de la probable edad gestacional y se caracteriza por:
- Vérnix caseoso o unto sebáceo: es la grasa que recubre la piel del recién nacido, tiene una función protectora y es signo de madurez.
- Lanugo: vello en el cuerpo de especial frecuencia en bebés prematuros. El pelo, por el contrario, es fuerte y oscuro.
- Tienen una piel muy enrojecida, sonrosada, porque en los últimos meses de gestación la placenta envejece y el oxígeno se transporta de forma menos eficiente, por lo que aumenta el número de hematíes y la hemoglobina fetal en gran cantidad. La causa de la ictericia fisiológica es que muchos hematíes se destruyen.
- Eritema tóxico: es un color sonrosado más fuerte en algunas zonas.[14] No tiene significanción patológica (no es tóxico ni infeccioso).
- Cutis marmorata: color mármol rosa. Sin importancia.
- Acrocianosis: tampoco es un trastorno, es fisiológica. Se da en la parte distal de los dedos y las uñas, porque el recién nacido estaba en un medio de 37 °C y tiene que adaptarse.
- Mancha mongólica: a menudo, los niños de razas asiáticas o morenas tienen una mancha color azul pizarra en las nalgas y espalda que no hace relieve. Desaparece en el curso de los meses.
- Bola de Bichat: acúmulo de grasa en las mejillas. Es un signo de que está bien nutrido. Su función es que no se metan las mejillas en la boca al mamar.
- Almohadillas de succión: relieves de labio para hacer vacío alrededor de la areola.
- Antojo o mancha fresa: es un hemangioma capilar. No nace con él, aparece en la primera semana y va desapareciendo con el tiempo. Es un poco elevado (pápula).
- Descamación fisiológica: la piel se va secando en los días siguientes al nacimiento, a pesar del unto, por las heces y la orina.
- Millium o milicia: pequeños granos formados por las glándulas sebáceas. Las glándulas sudoríparas están poco desarrolladas (suda poco).
- Leche de bruja, por el resto de hormonas de la madre en su sangre, pueden activar las glándulas mamarias del neonato.

### Cráneo
- El caput succedaneum es un «abultamiento» que sobresale por la parte posterior de la cabeza. Es una parte edematosa del tejido celular subcutáneo por extravasación de líquidos. Se produce en la cabeza no respetando el borde de los huesos. Se forma por fenómenos de presión y retención de líquidos. Desaparece durante las primeras semanas.
- Fontanelas: son zonas del cráneo que no están cerradas. Hay 2: la fontanela menor o lamboidea (abierta hasta los 3 meses), y la mayor o bregmática (abierta hasta los 18 meses). Por eso la forma de la cabeza puede ser afilada después del parto. Debe ser normal pasadas dos semanas. Presenta una bola adiposa o bola de Bichat con senos paranasales aún no tan formados.

### Ojos
- Tienen un edema fisiológico en los párpados al nacer y se desarrollan.
- Los recién nacidos ven (hasta los 20-25 cm de distancia), pero no pueden fijar la mirada hasta el 1.er mes.
- El globo ocular es más corto, son hipermétropes hasta los 8 años.

### Boca
- Su lengua es más grande, fundamentalmente para mamar, ocupando toda la boca. Pueden mamar y respirar a la vez por la posición de la lengua y el paladar blando el aire entra por la nariz y pasa directamente a la laringe. Solamente respiran por la nariz.
- El paladar duro tiene pliegues tranversales para sujetar el pezón.

### Oído
No oyen bien porque tienen un gel que lo impide, pero la audición va en aumento, sobre todo para los sonidos bruscos y agudos.
Tamiz neonatal
La identificación temprana y la atención de los problemas auditivos en los neonatos, es de suma relevancia, actualmente se realiza un estudio llamado Tamiz Auditivo Neonatal e Intervenciones Tempranas (TANIT), es de enorme trascendencia humana, familiar, social, educativa, económica y cultural. Debemos estar conscientes de que existe la posibilidad de conocer si las condiciones auditivas de los Recién Nacidos son deficitarias, desde las primeras horas después del parto, razón por la cual es imprescindible actuar en las etapas en las que las estructuras corticales van madurando y pueden modelarse, por ser la base para definir el futuro de los más de 4000 o 6000 bebés que nacen sordos o con problemas profundos de audición cada año en México.

### Tórax
- Su respiración tiene una mayor frecuencia (entre 40 y 60 inspiraciones por minuto. La inspiración y espiración tienen igual duración).
- Los recién nacidos también tienen períodos durante los cuales dejan de respirar de 5 a 10 segundos y luego vuelven a respirar por sí mismos. Esto se conoce como respiración periódica, lo que tiende más a ocurrir durante el sueño y se considera completamente normal.[24]
- Los recién nacidos tienen una ginecomastia fisiológica porque han pasado hormonas (estrógenos y prolactina) de la madre por la placenta.
- Al nacer la circulación cambia, ya que la sangre no llega por la placenta. El primer llanto tras nacer supone que tienen que despegar una gran cantidad de alveolos que están pegados unos a otros, revestidos por el surfactante pulmonar que permite que se despeguen.

### Abdomen
- Las hernias umbilicales son muy frecuentes en recién nacidos, pero desaparecen poco a poco.
- El recién nacido dentro del útero no hace deposiciones, y si las hace puede producirse sufrimiento fetal, ya que tragaba líquido amniótico.

### Genitales
- Niñas: puede haber secreción mucosa vaginal y una leve menstruación.[14]
  - A término: los labios mayores cubren los menores y clítoris de tamaño normal.
  - Pretérmino: los labios mayores no cubren los menores. Clítoris más grande.
- Varones: generalmente tienen una fimosis fisiológica, que se soluciona en los primeros años.